# Saint-Mars-sous-Ballon
Saint-Mars-sous-Ballon era una comuna francesa situada en el departamento de Sarthe, de la región de Países del Loira, que el 1 de enero de 2016 pasó a ser una comuna delegada de la comuna nueva de Ballon-Saint-Mars al fusionarse con la comuna de Ballon.

## Demografía
| Gráfica de evolución demográfica de Saint-Mars-sous-Ballon entre 1851 y 2012 |
|                                                                              |

Los datos demográficos contemplados en este gráfico de la comuna de Saint-Mars-sous-Ballon, se han cogido de 1800 a 1999 de la página francesa EHESS/Cassini, y los demás datos de la página del INSEE.